# José Ortega Munilla
José Ortega Munilla (Cárdenas, 26 de octubre de 1856-Madrid, 30 de diciembre de 1922) fue un escritor y periodista español, padre de José Ortega y Gasset. Buena parte de su carrera estuvo ligada al periódico El Imparcial, del que llegó a ser director. En su faceta como novelista estuvo adscrito al realismo literario. 

## Biografía
Nació el 26 de octubre de 1856 en Cárdenas, en la isla de Cuba, aunque con apenas unos meses fue llevado a Madrid y él siempre se consideró madrileño. Hijo de José Ortega Zapata, originario de Valladolid, y de María del Pilar Munilla Urquiza, de Extremadura. El padre era miembro del partido moderado y ejercía un cargo importante en la administración colonial cubana, aunque su principal actividad era el periodismo. Ortega Munilla inició sus estudios en los seminarios de Cuenca y Gerona, que abandonó al estallar la revolución de 1868 para iniciar los de derecho. Por aquel entonces era un joven inquieto que compartía el espíritu progresista de la Revolución.
Fue redactor de La Iberia, órgano del partido de Práxedes Mateo Sagasta. Con su amigo Miguel Moya fundó la revista literaria La Linterna y publicó también con él un periódico taurino, El Chiclanero. Por su obra literaria formó parte de la generación realista del 68, comulgó con la filosofía positivista y las corrientes krausistas y se convirtió en defensor del naturalismo en literatura. Empezó a redactar una sección, "Crónica semanal", en Los Lunes de El Imparcial, sección dentro de El Imparcial.

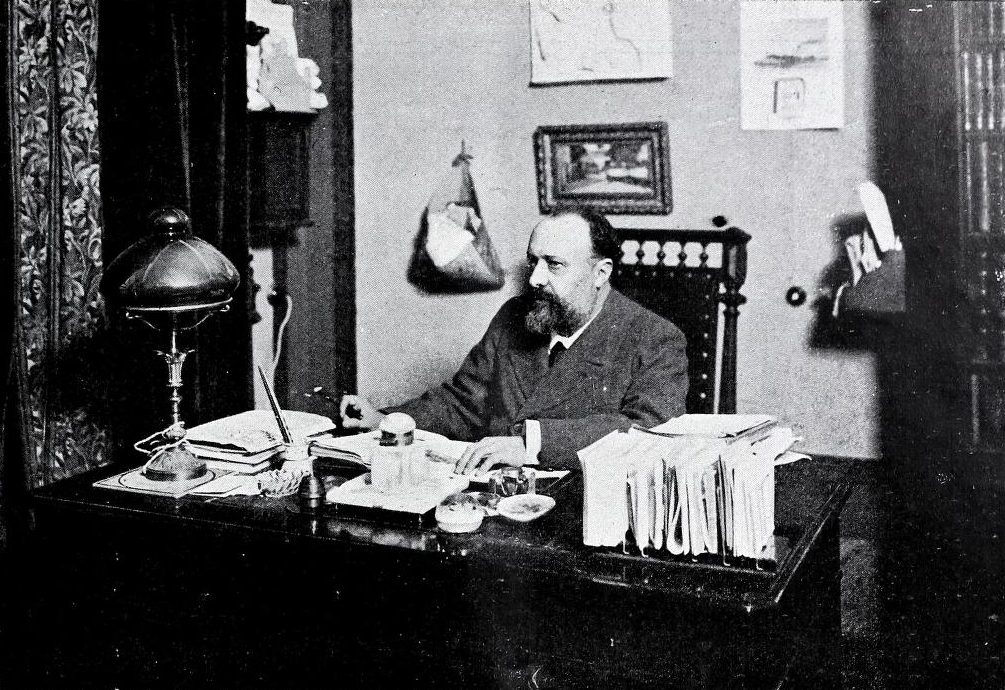
Ortega Munilla en su despacho fotografiado por Franzen (Blanco y Negro, 12 de enero de 1901)

El 9 de junio de 1881 se casó con una hija del fundador de El Imparcial, Dolores Gasset y Chinchilla (1860-1939). De este matrimonio nacieron cuatro hijos: Eduardo, que murió exiliado en Caracas en febrero de 1965; Rafaela, que falleció en 1940; Manuel, el autor de la Biografía de El Imparcial, muerto en septiembre de 1965; y el más conocido, José Ortega y Gasset, el filósofo que murió en 1955.
Obtuvo acta de diputado en el Congreso por el distrito de Padrón (La Coruña) en las elecciones del 27 de abril de 1898. Será reelegido, ininterrumpidamente, por el mismo distrito hasta las elecciones del 8 de mayo de 1910 (un total de siete convocatorias electorales).
Ortega Munilla fue elegido miembro de número de la Real Academia Española en 1902, e ingresó con un discurso sobre Ramón de Campoamor; si bien empezó como colaborador de Los Lunes de El Imparcial, pasó a trabajar en la sección literaria del diario, el más prestigioso de su época y que había sido fundado por su suegro, Eduardo Gasset, monárquico liberal, y más tarde pasó a dirigirlo. Fue uno de los gestores del trust, y protector del diario El Sol, sometido a la influencia cultural de su hijo José Ortega y Gasset. Convirtió su cadena de prensa en el trampolín para los escritores de la generación del 98 que empezaban a abrirse paso: Azorín, Pío Baroja y Valle-Inclán. En 1916 viajó con su hijo por Argentina, pero al volver el médico le aconsejó retirarse la mayor parte del tiempo en Vitoria. En 1917 lo entrevista El Caballero Audaz, quien lo describe así:

Sí, aquí vive el que durante más de treinta años dirigió El Imparcial; el que fue muchísimo tiempo eje de la vida nacional, el ilustre periodista alrededor del cual giró toda la política española; el que con un artículo derribaba un Gobierno; el que ponía su visto bueno a Gabinetes políticos; el que desdeñaba carteras, el insigne escritor que era halagado por todos los gobernantes.

Tras sufrir una hemiplejía en septiembre, falleció el 30 de diciembre de 1922 en su domicilio de Madrid.

## Obra

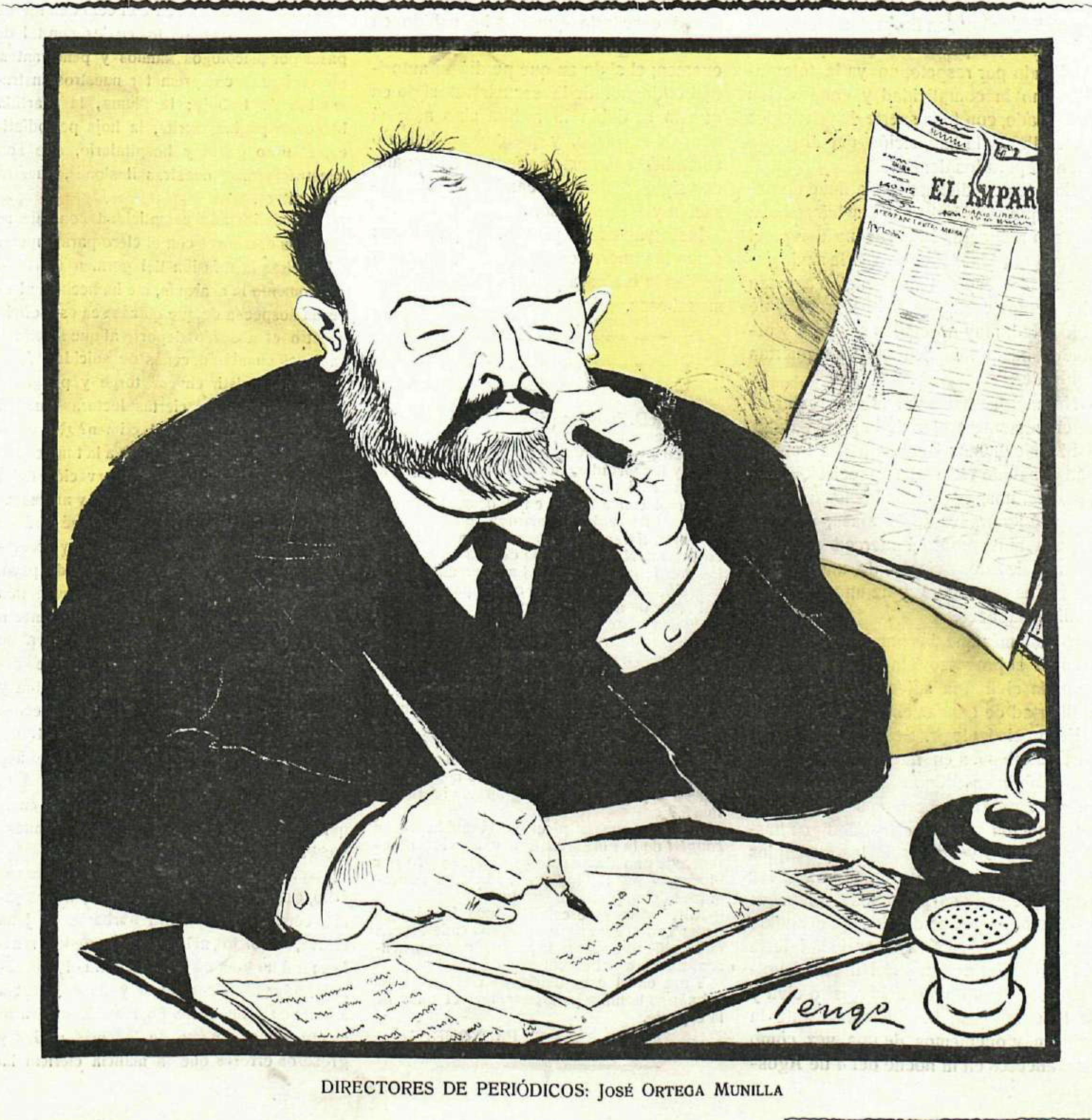
Ortega Munilla caricaturizado por Lengo en Alma Española (1904)

Como periodista escribió más de mil artículos y crónicas para una cincuentena de cabeceras de habla hispana. Destacó por un talento indiscutible para el humor, un estilo suelto, metafórico y colorista, atento al lenguaje popular, y una agilidad narrativa que conservó hasta el fin de su vida, cuando el ABC le abrió sus columnas, salvo un largo intermedio entre 1900 y 1916 en que no publicó ningún título. Sus temas preferidos son la niñez desvalida y las decisiones irracionales. Le influyeron en especial Charles Dickens, Honoré Balzac y Benito Pérez Galdós. Comenzó su carrera de narrador desde la novela sentimental posromántica. Agrupó sus novelas de 1879 a 1884 con el nombre de Relaciones contemporáneas. Desde la década de 1880 escribió novela realista. Se adhiere al naturalismo a partir de El fondo del tonel (1881-84), buscando los temas sociales, que reaparecen en El paño pardo (1916).
En Cleopatra Pérez (1884), su novela más acusadamente naturalista, la protagonista que presta su nombre a la novela, querida del duque de Ripamilán, tiene un hijo de este noble: Valentín, abandonado y adoptado por el matrimonio Rubín. Al morir el duque, lega a su hijo una fortuna, por lo que Valentín vuelve con su madre. Las circunstancias oscurecen esta paternidad y Cleopatra reniega por segunda vez de su hijo, que se sucida.

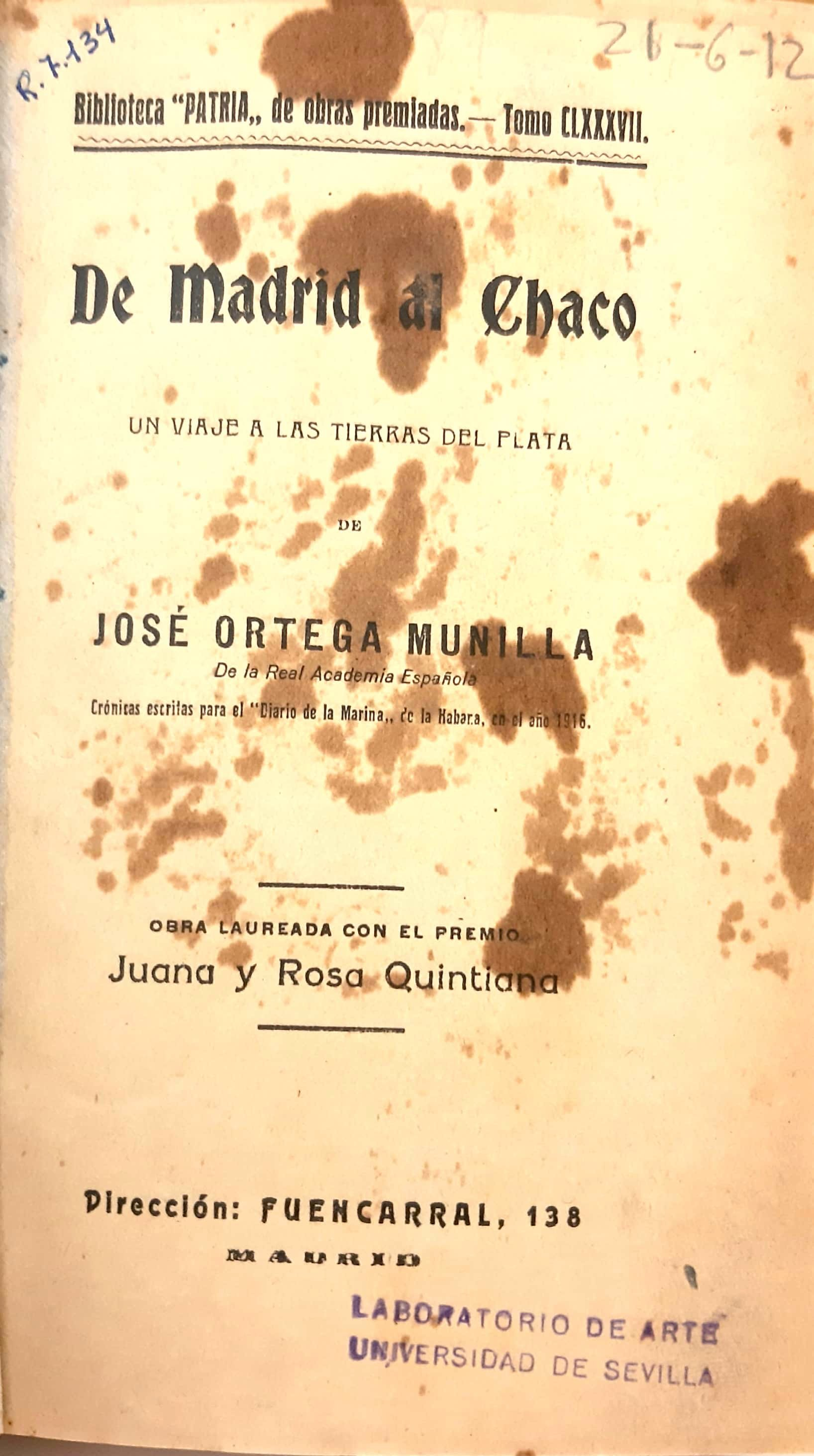
De Madrid al Chaco

Otras novelas suyas son La cigarra (1879), cuyo asunto continuó en Sor Lucila (1880), sus primeras novelas, tan excesivamente sentimentales que cabe llamarlas lacrimógenas; El fauno y la dríada (1882); Idilio lúgubre (1887) y La señorita de Cisniega (1918). Escribió también las novelas Don Juan Solo, un estudio psicológio sobre la soledad; Panza al trote (1885), donde anticipa los fundamentos de la estética que más tarde se llamará tremendismo; El tren directo (1880), su obra más querida y elogiada por Leopoldo Alas, de carácter costumbrista, y El paño pardo. Destacó en la narración breve con piezas como El yegüerizo, Fifina, Tremielga (1897) y El espejuelo de la gloria (1897). También escribió libros de viajes, como Viajes de un cronista (1892), Viñetas del Sardinero y Mares y montañas (1887). Para el teatro compuso Estracilla (1918), que adaptaba su novela del mismo título publicada el año anterior. Como crítico literario no posee mucho valor: fue demasiado indulgente y encomiástico.

## Escritos publicados
- Lucio Tréllez. Relación contemporánea, 1879.
- La cigarra. Relación contemporánea, 1879.
- Sor Lucila. Relación contemporánea continuación de La cigarra, 1880.
- El tren directo, 1880.
- El fondo del tonel. Relación contemporánea, 1880.
- El salterio. Cuentos y apuntes, 1881, narraciones.
- El fauno y la dríada. Relación contemporánea, 1882, narraciones.
- Relaciones contemporáneas, 1883, narraciones
- Pruebas de imprenta. Cuentos y artículos, 1883, cuentos y artículos.
- Panza-al-trote. Relación contemporánea. Apuntes para el boceto de una figura, 1883 y 1885
- Cleopatra Pérez. Relación contemporánea, 1884. Hay ed. moderna de Juan Ignacio Ferreras: Madrid: Cátedra, 1976, 1993 y 2007.
- Orgía de hambre, 1884.
- Idilio lúgubre, 1887.
- Viñetas del Sardinero: relaciones, 1887 y 1900, viajes.
- Mares y montañas: Vigo, San Sebastián, Panticosa, Linares, los Pirineos, Bilbao, 1887, viajes.
- Don Juan Solo. Relación contemporánea, 1889.
- Viajes de un cronista, 1892, viajes por Tánger, Berlín, Málaga, Cádiz, París y Roma, muy ilustrado por Ángel Pons.
- Fifina: cuentos y esbozos, 1893, narraciones.
- El espejuelo de la gloria, 1897, narraciones
- Tremielga, 1900, narraciones.
- En memoria de Campoamor. (Discurso de ingreso en la R. A. Española el día 30 de Marzo de 1902. Contesta: D. Juan Valera), 1902.
- El paño pardo. Crónica de un villorrio en 1890, 1916 y 1921.
- La señorita de la Cisniega, 1918.
- La gata embotellada, 1918, novela corta.
- La princesa de Éboli, 1918, novela corta.
- Estrazilla. Páginas madrileñas de 1866, 1917 y 1918, teatro.
- Calandria, 1919, novela corta.
- Milagritos, 1919, novela corta.
- El mundo marcha, 1919, novela corta.
- Relaciones contemporáneas: novelas breves, 1919, diez novelas cortas.
- Salmos españoles, 1920, narraciones.
- Aldea sierva (espejo del vivir nacional). Conferencia, 1920.
- Eladia (retazos de un cuento), 1920.
- La niña de México, 1921, novela corta.
- Los tres sorianitos, 1921, novela corta.
- La voz de los niños, 1922.
- El aventurero, 1922.
- Giordano o el cuento de los cinco perros, 1922, novela corta.
- De Madrid al Chaco: un viaje a las tierras del Plata. Crónicas escritas para El Diario de la Marina de La Habana en el año 1916, s. a., pero 1917, y 1922, viajes.
- Una mujer muy conveniente, 1923, novela corta
- Chispas del yunque, 1923. Artículos del autor aparecidos en Abc de Madrid entre el 7 de octubre de 1920 y el 16 de septiembre de 1922.
- Esfinges de acero, 1929.
- Frateretto, cuento de oro y amores, s. a.
- La viva y la muerta, s. a., pero 1895, novela. Traducida al italiano en 1902 por Ginevra Speraz.